# Championnats de France d'escrime 2013
Navigation
Édition précédente Édition suivante
Les championnats de France d'escrime 2013 ont eu lieu les 1er et 2 juin 2013 à Antony, Livry-Gargan et Orléans. Six épreuves figuraient au programme, trois masculines et trois féminines.

## Liste des épreuves
- Épée masculine et épée féminine :
  - les épreuves ont eu lieu à Livry-Gargan les 1er et 2 juin 2013 en même temps que les épreuves par équipes.
- Fleuret masculin et fleuret féminin :
  - les épreuves ont eu lieu à Antony les 1er et 2 juin 2013 en même temps que les épreuves par équipes.
- Sabre masculin et sabre féminin :
  - les épreuves ont eu lieu à Orléans les 1er et 2 juin 2013 en même temps que les épreuves par équipes.

## Classements individuels

### Sabre

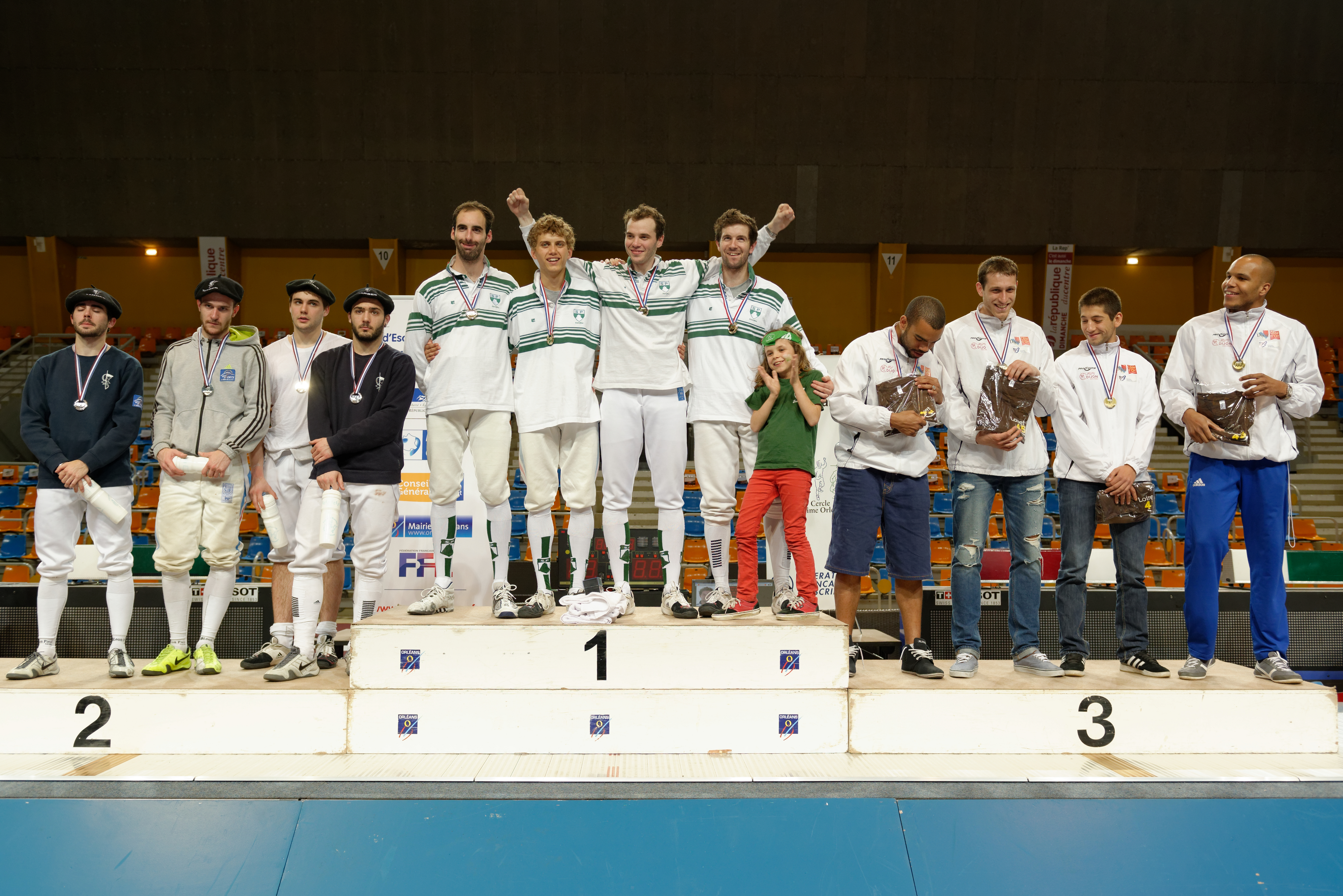
Podium du sabre masculin

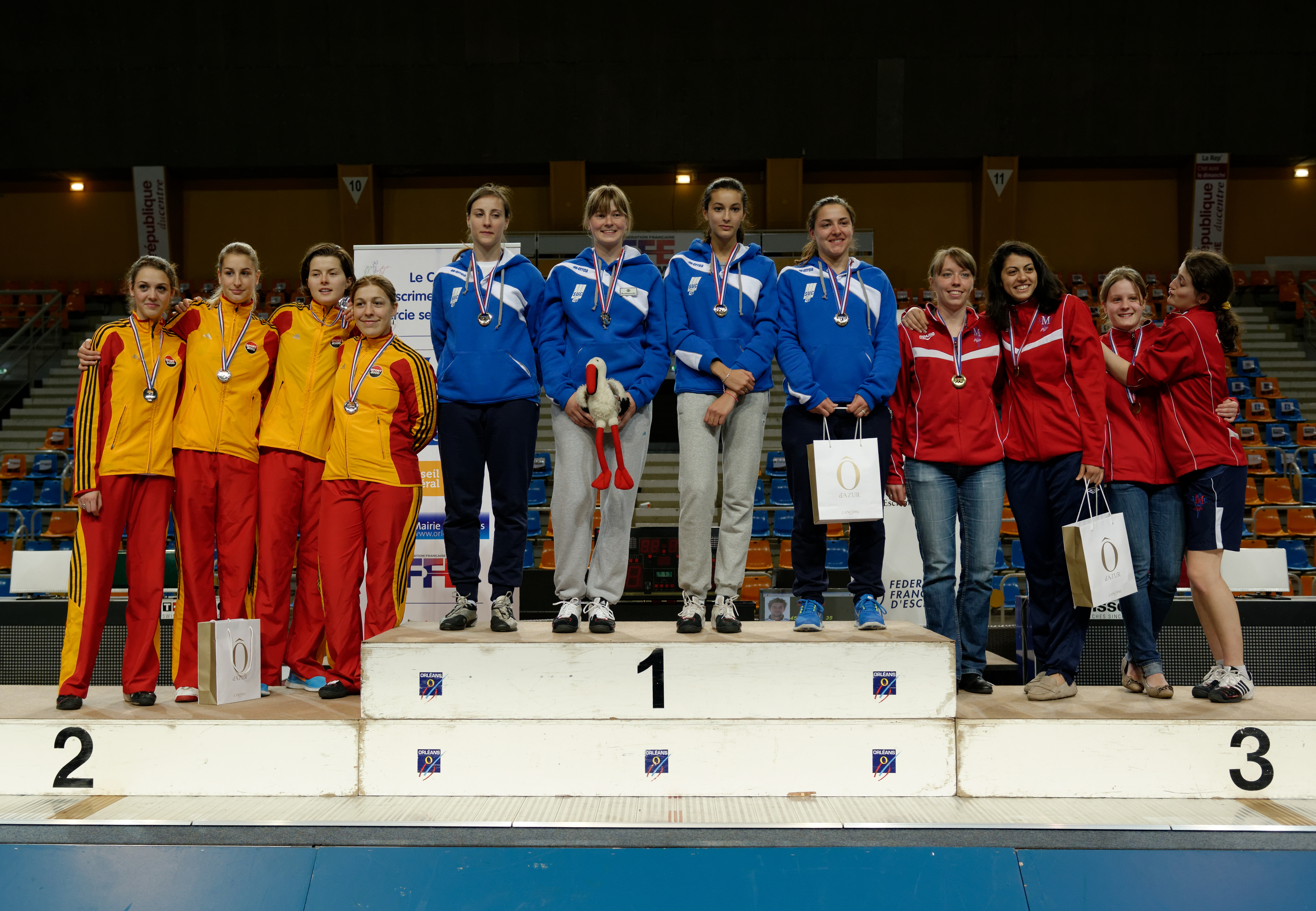
Podium du sabre féminin

- Sabre féminin :

| Or     | Cécilia Berder    | Cercle d'escrime orléanais |
| Argent | Charlotte Lembach | Strasbourg Université Club |
| Bronze | Flora Palu        | Paris ATP                  |
| Bronze | Charlotte Suchet  | Sabre 31 Auzeville         |

- Sabre Masculin :

| Or     | Boladé Apithy   | ASPTT Dijon                |
| Argent | Vincent Anstett | Souffel Escrime Club       |
| Bronze | Julien Pillet   | Strasbourg Université Club |
| Bronze | Julien Médard   | Section paloise            |

### Épée
- Épée masculine :

| Or     | Gauthier Grumier | Levallois Sporting Club |
| Argent | Daniel Jerent    | Escrime Rodez Aveyron   |
| Bronze | Yannick Borel    | Levallois Sporting Club |
| Bronze | Ulrich Robeiri   | Levallois Sporting Club |

- Épée féminine :

| Or     | Lauren Rembi      | Bondy AS                            |
| Argent | Auriane Mallo     | Lyon Epée Metropole                 |
| Bronze | Coraline Vitalis  | Escrime Rodez Aveyron               |
| Bronze | Vanessa Galantine | Cercle d'escrime d'Aulnay-sous-Bois |

### Fleuret

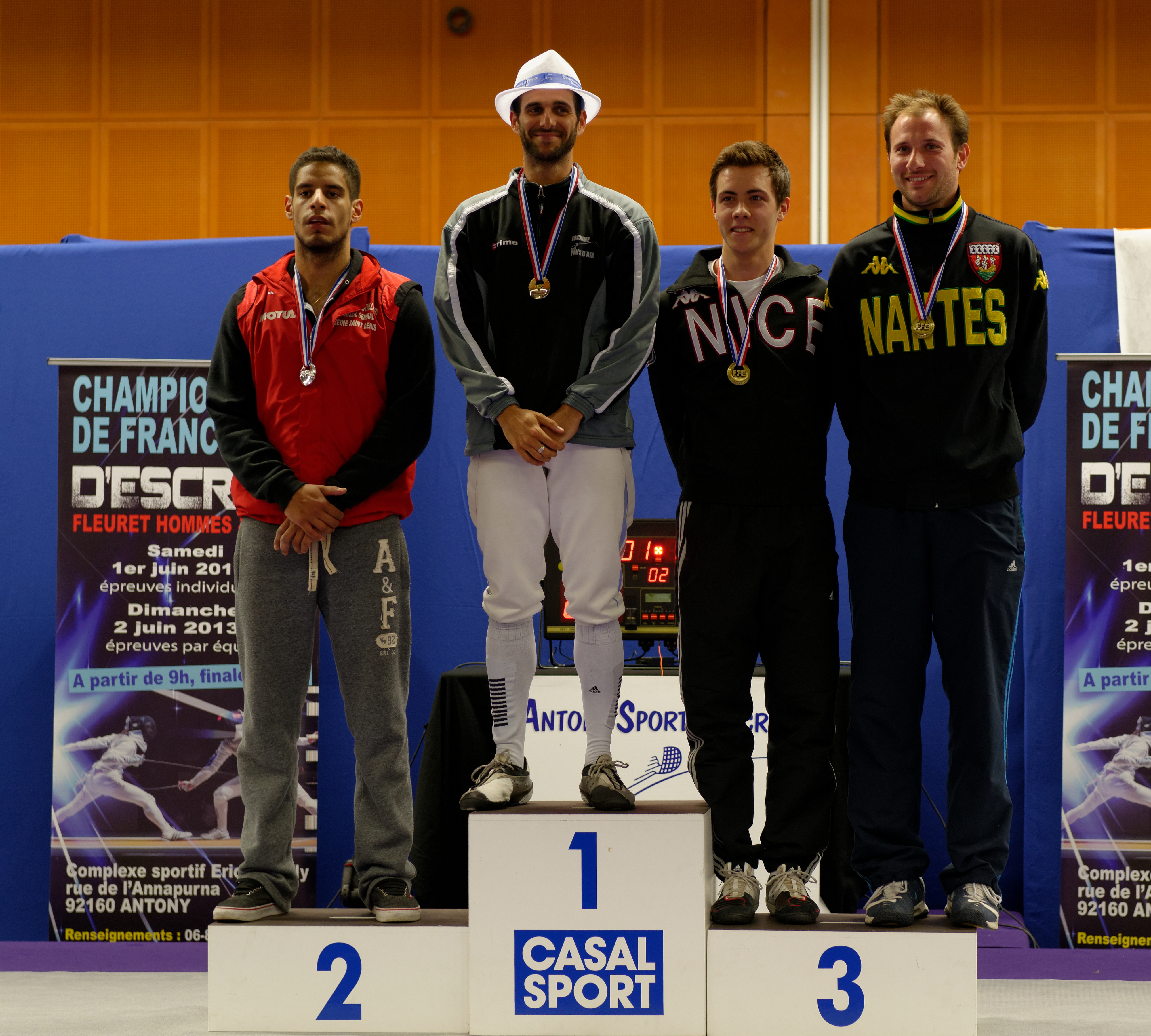
Podium du fleuret masculin

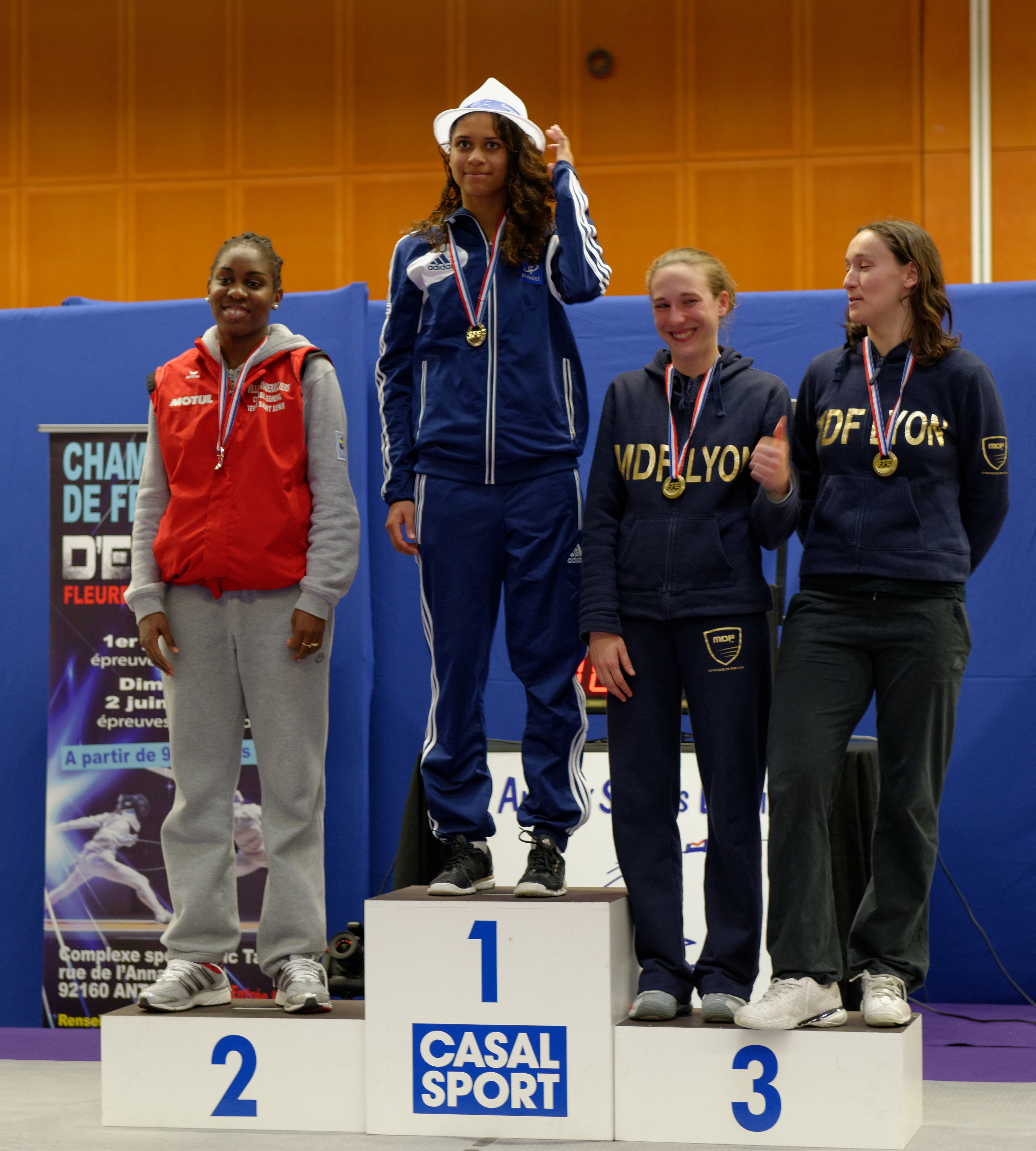
Podium du fleuret féminin

- Fleuret masculin :

| Or     | Erwann Le Péchoux | Pays d'Aix          |
| Argent | Ghislain Perrier  | CM Aubervilliers    |
| Bronze | Jordan Moine      | Nantes Escrime Club |
| Bronze | Baptiste Mourrain | Nice OGC            |

- Fleuret féminin :

| Or     | Ysaora Thibus      | AS Bourg-la-Reine  |
| Argent | Anita Blaze        | CM Aubervilliers   |
| Bronze | Amélie Bonnier     | Masque de Fer Lyon |
| Bronze | Corinne Maîtrejean | Masque de Fer Lyon |

## Classements par équipes

### Sabre
- Sabre masculin :

| Or     | Section paloise            | Julien Médard Romain Miramon-Choy Timothé Lallement Clément Cambeilh |
| Argent | Amicale tarbaise d'escrime | Fabien Ballorca Emmanuel Gans Baptiste Gans Arthur Zatko             |
| Bronze | ASPTT Dijon                | Boladé Apithy Yémi Apithy Nicolas Rousset                            |

- Sabre féminin :

| Or     | Strasbourg Université Club | Charlotte Lembach Stefanie Kubissa Sara Balzer Fleur Heimendinger |
| Argent | Cercle d'escrime orléanais | Cécilia Berder Laura Reguigne Manon Brunet Alizée Jammes          |
| Bronze | US Métro                   | Marie Danion Azza Besbes Amandine Chapuis Ophélie Virlogeux       |

### Épée
- Épée masculine :

| Or     | Levallois Sporting Club             | Gauthier Grumier Yannick Borel Ulrich Robeiri Virgile Marchal    |
| Argent | Cercle d'escrime d'Aulnay-sous-Bois | Ivan Trevejo Jean-Michel Lucenay Laurent Lucenay Manfreid Cavane |
| Bronze | Escrime Rodez Aveyron               | Fabrice Jeannet Daniel Jerent José Luis Abajo Jonathan Bonnaire  |

- Épée féminine :

| Or     | Bondy AS                | Lauren Rembi Mélanie Verrier Joséphine Jacques-André-Coquin Camille Lamarche |
| Argent | VGA Saint-Maur          | Sarra Besbes Laurianne Thiébaut Lucie Demaria Faustine Kuras                 |
| Bronze | Levallois Sporting Club | Pauline Chrétien Maureen Nisima Sarah Daninthe Jeanne Louyriac               |

### Fleuret
- Fleuret masculin :

| Or     | Pays d'Aix                | Erwann Le Péchoux Marcel Marcilloux Alaaeldin Abouelkassem Virgile Collineau |
| Argent | CM Aubervilliers          |                                                                              |
| Bronze | Cercle d'Escrime de Rueil |                                                                              |

- Fleuret féminin :

| Or     | AS Bourg-la-Reine                   |                                                        |
| Argent | CM Aubervilliers                    |                                                        |
| Bronze | Cercle d'escrime Melun Val de Seine | Katja Wächter Camille Toldo Maud Rouas Julie Mienville |